# Sphagnum africanum
Sphagnum africanum là một loài rêu trong họ Sphagnaceae. Loài này được Welw. & Duby mô tả khoa học đầu tiên năm 1872.